# Engelsdorf (Zweifelscheid)
Engelsdorf ist ein Weiler der Ortsgemeinde Zweifelscheid im Eifelkreis Bitburg-Prüm in Rheinland-Pfalz.

## Geographische Lage
Engelsdorf liegt rund 500 m nordöstlich des Hauptortes Zweifelscheid in Tallage. Der Weiler ist hauptsächlich von Waldgebieten sowie einigen kleinen landwirtschaftlichen Nutzflächen umgeben. Unmittelbar westlich der Ansiedlung fließt die Enz. Direkt durch den Weiler fließt der Emmelseifen-Bach, der wenig westlich des Ortes in die Enz mündet. Der Weiler Engelsdorf ist mit den Wohnplätzen Haus Schmitz und Haus Kaufmann der Ortsgemeinde Emmelbaum zusammengewachsen.

## Geschichte
Zur genauen Entstehungsgeschichte des Weilers liegen keine Angaben vor.
Engelsdorf gehörte im Jahre 1843 zusammen mit dem Hauptort Zweifelscheid zur Bürgermeisterei Ammeldingen. Der Weiler wurde damals von 44 Menschen bewohnt.

## Wappen von Zweifelscheid

Das Wappen der heute übergeordneten Gemeinde Zweifelscheid wurde in Anlehnung an den Weiler Engelsdorf entworfen und stellt diesen ebenfalls symbolisch dar.
Wappenbegründung: Die Farben Rot und Silber dokumentieren die frühere Zugehörigkeit zur luxemburgischen Herrschaft Neuerburg. Das Tunnelportal in Schwarz weist auf den 127 m langen Zweifelscheider Tunnel hin, die drei Zinnen auf die drei Ortsteile. Das blaue Wellenband symbolisiert die Enz, die drei Ähren symbolisieren den Ackerbau.

## Kultur und Sehenswürdigkeiten

### Kapelle
In Engelsdorf befindet sich eine Kapelle in der Nähe des Hauses Schmitz (OG Emmelbaum). Genauere Angaben hierzu liegen nicht vor.

### Naherholung
Wenig westlich von Engelsdorf verläuft der Wanderweg 26 des Naturpark Südeifel. Es handelt sich um einen rund 12 km langen Rundwanderweg, der die Orte Ammeldingen und Plascheid verbindet. Highlights am Weg sind die Täler der Enz, des Grimbaches und des Emmelseifen-Baches.
Wenig nördlich des Weilers verläuft zudem der Rundweg der vier Höhengemeinden Ammeldingen, Plascheid, Emmelbaum und Heilbach. Hierbei handelt es sich um einen rund 35 km langen Wanderweg mit diversen Aussichtspunkten. Die Strecke eignet sich ebenfalls als Fahrradroute.

## Wirtschaft und Infrastruktur

### Unternehmen
Im Weiler werden ein Hotel sowie zwei Ferienhäuser betrieben.

### Verkehr
Es existiert eine regelmäßige Busverbindung.
Engelsdorf ist durch die Kreisstraße 58 aus Richtung Neuerburg erschlossen.